# 수술기유

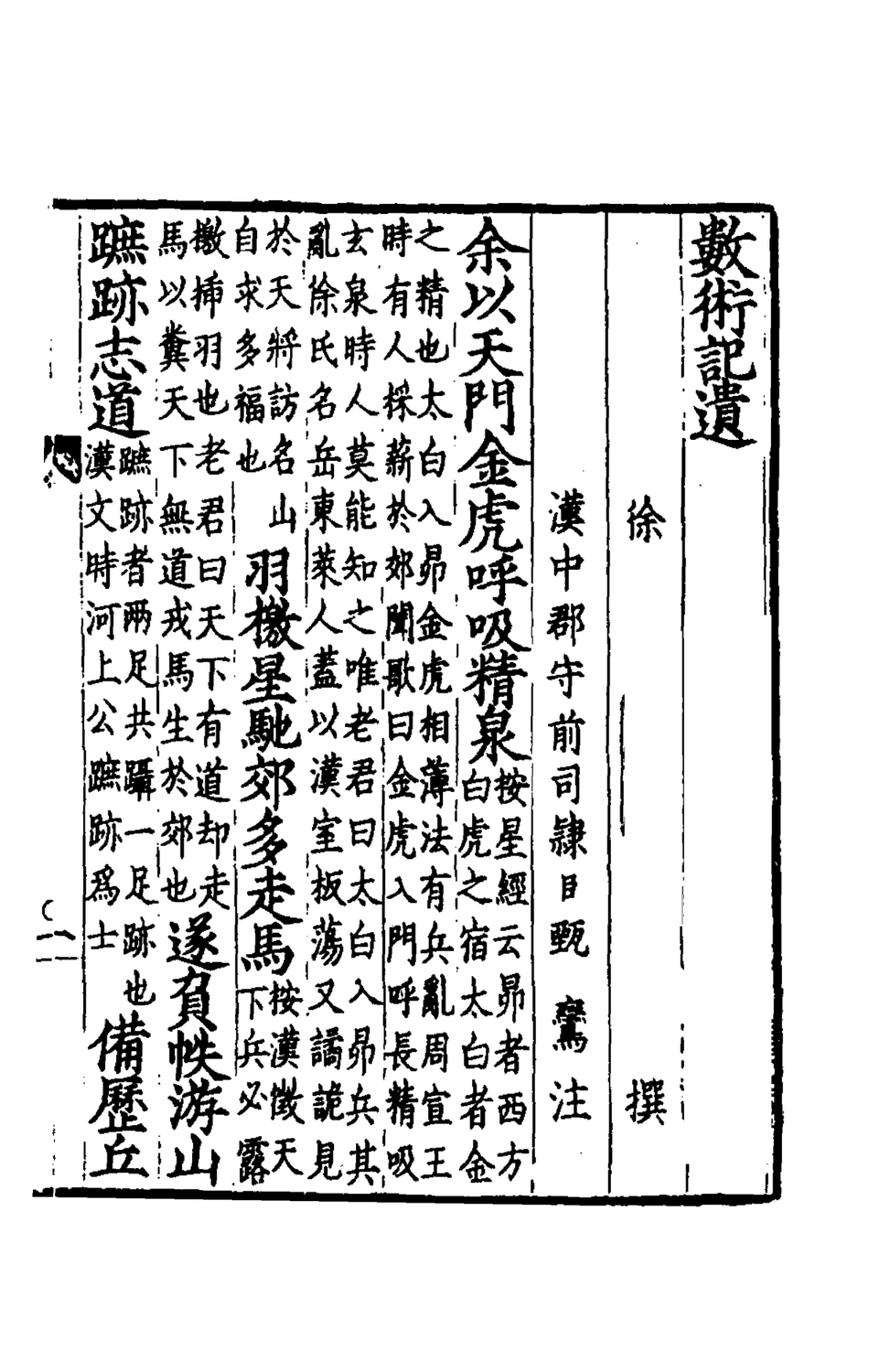
《수술기유》 첫 페이지

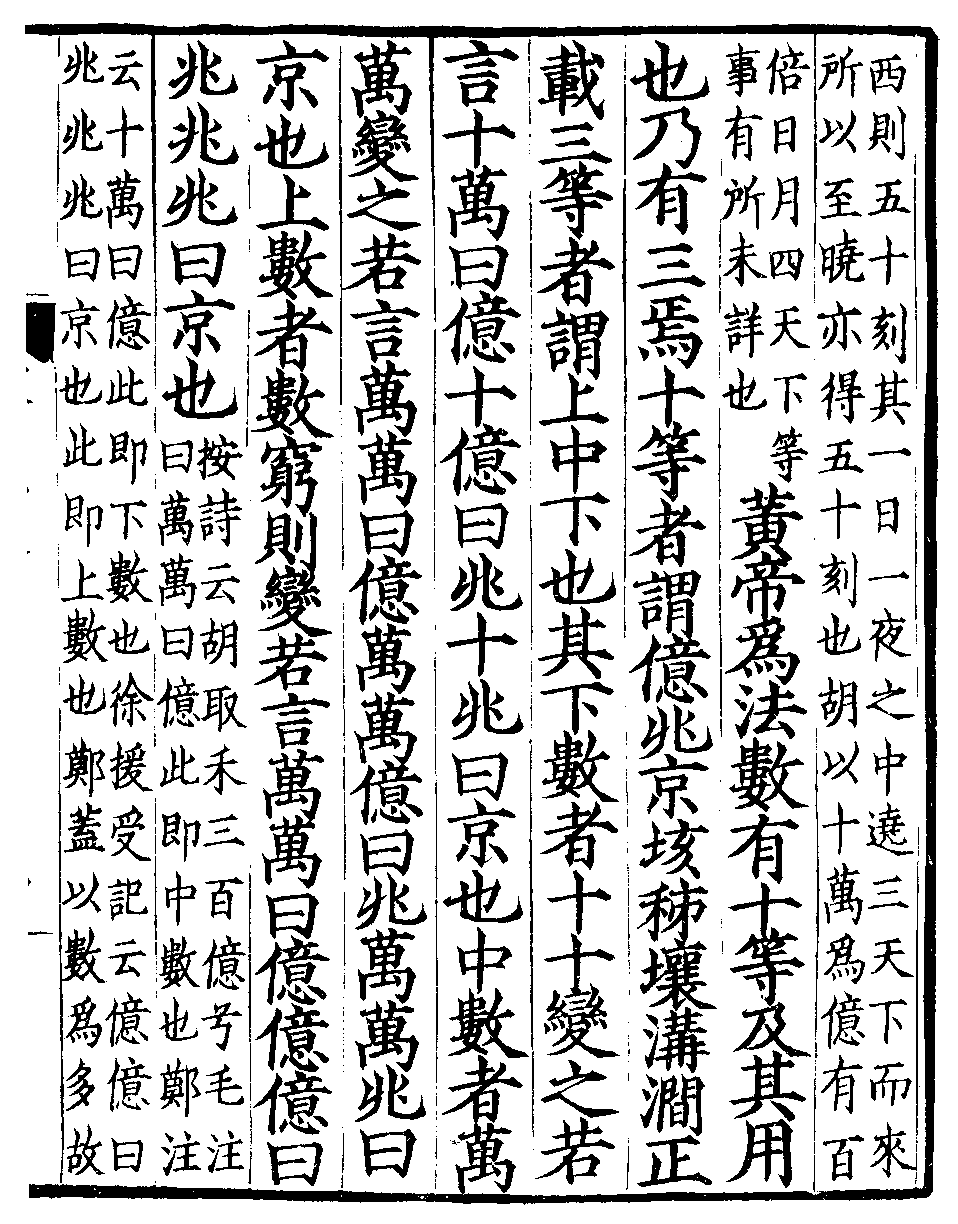
《수술기유》에서 큰 수의 이름을 소개하는 부분

《수술기유》(중국어 간체자: 数术记遗, 정체자: 數術記遺, 병음: shùshùjìyí 수수지이[*])는 후한 서악(徐岳)의 수학 저서이다. 북주 견란(甄鸞)의 주해가 있다.